# Championnats d'Océanie de BMX freestyle 2019
Navigation
Édition suivante
Les championnats d'Océanie de BMX freestyle 2019 ont lieu le 7 décembre 2019 à Melbourne en Australie.

## Podiums
| Épreuves           | Or            | Argent         | Bronze        |
| ------------------ | ------------- | -------------- | ------------- |
| BMX Freestyle Park |               |                |               |
| Élite hommes       | Logan Martin  | Brandon Loupos | Jake Wallwork |
| BMX Freestyle Park |               |                |               |
| Élite femmes       | Natalya Diehm |                |               |